# 卡默斯溪战役
卡默斯溪战役，又称北美百合溪战役（英语：The Battle of Camas Creek）。它是内兹珀斯战争期间，内兹珀斯印第安人在1877年8月20日对美国陆军营地的一场突袭以及一场后续的战斗。内兹珀斯人击败了三个美国骑兵连，之后继续他们逃离美军的且战且退的行程。

## 背景
在承受了8月9日-10日的比格霍尔战役的重大伤亡之后，内兹珀斯人继续经过蒙大拿而南下，穿过班诺克通道而再次进入爱达荷，之后向下进入了莱姆哈伊河的河谷。内兹珀斯人察觉到了美军正在追击他们，而为了迷惑美军，他们没有走他们去蒙大拿大平原时通常会走的直接的路线，而选择了一条他们更不熟悉的迂曲的路线。在他们的撤退过程的这一部分期间，他们的向导兼行军领导者是一名内兹珀斯人与法国人混血的男子。他有着若干个名字，其中最常用的是扑克乔。莱姆哈伊谷的白人拓荒者们已被警告了内兹珀斯人可能正沿着他们的道路而来，并且他们中大多数人已逃到了莱姆哈伊镇里。

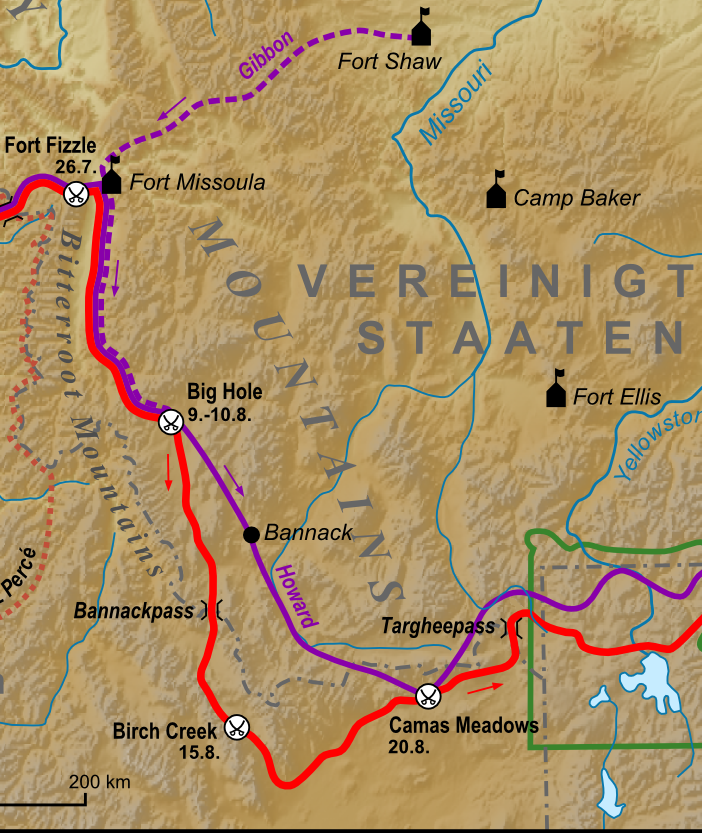
内兹珀斯人（红）与霍华德将军（紫）来到卡默斯牧草地战斗中的路线。

追赶着内兹珀斯人的奥利弗·霍华德将军并没有直接跟随这些内兹珀斯人，而是选择了一条穿越蒙大拿南部的更短的路线，以希望在黄石国家公园附近拦截住他们。霍华德有310名士兵，外加数量变化不定的平民志愿兵们。他们通常有好几十人。此外，霍华德还有印第安人侦察兵。他们主要是班诺克人，不过也有一些对美国友好的内兹珀斯人。霍华德分出了包括印第安人侦察兵在内的50人给乔治·R·培根（George R. Bacon）中尉，令他们冲在前头去保卫雷德罗克通道（“红岩通道”），希望如此能让他的和培根的士兵们两面夹击地抓住内兹珀斯人。此时霍华德正被批评在一场现在已经持续了两个月的军事活动期间未能成功击败内兹珀斯人。他在这样的严厉批评之下行军。
经过了在比格霍尔战役的损失之后，被霍华德所追击的内兹珀斯人们也许大约有700人，其中勇士不到200人。

## 伯奇溪
许多内兹珀斯妇女和儿童在比格霍尔战役中之死造成了内兹珀斯人中的年轻勇士们渴望复仇，而他们的首领们却无法约束他们。
在8月12日，内兹珀斯人杀死了蒙大拿霍斯大草原（Horse Prairie，“马匹大草原”）的五名大牧场经营者。在8月13日，在穿过班诺克通道而进入到爱达荷之后，内兹珀斯人在章克申（Junction）意外地遇见了一个满是白人拓荒者的栅栏围场。玻璃镜首领与白鸟首领与这些拓荒者会面并表达了他们对拓荒者们的友好。不过，在两天后，内兹珀斯人在伯奇溪（“白桦溪”）又遇到了一支由八辆篷车和八个男人组成的车队。最初的接触是友好的，之后按照这些印第安人的要求，这些人给了他们威士忌酒，再之后，情况开始变糟。这些白人中有五人被杀死。一名白人逃走了，两名华人被释放。一名内兹珀斯人被杀。他显然是在一场酒后争吵中被另一名勇士杀死的。首领们将余下的威士忌酒倒在了地上并烧了这些货车。

## 向卡默斯牧草地全速前进
从伯奇溪起，内兹珀斯人转向东方，向亨利斯湖行进。霍华德的路线位于他们北边的蒙大拿，在大陆分水岭的另一侧，与内兹珀斯人的路线相平行。霍华德的计划是穿过默尼达通道（现今的15号州际公路的路线）进入爱达荷，在爱达荷杜波依斯附近的卡默斯溪（“北美百合溪”）拦截住内兹珀斯人。在8月17日，霍华德被詹姆斯·E·卡勒韦（James E. Callaway）率领的39名弗吉尼亚城志愿兵们追上。他们加入了霍华德的骑兵队伍。同一天，被定名为第2步兵团4连的伦道夫·诺伍德（Randolph Norwood）上尉与五十名新到的骑兵战士，也追上了霍华德，归在了他的麾下。霍华德消耗了所有的干劲以求在卡默斯溪附近拦截住内兹珀斯人。但是他还是晚了一天。在霍华德的骑兵队伍之前的班诺克族印第安人侦察兵们看到了内兹珀斯人后卫队穿越道路向卡默斯牧草地而去。霍华德的一名叫“牛角酋长”（Chief Buffalo Horn）的侦察兵还看到了内兹珀斯人的营地。在8月18日，内兹珀斯人在卡默斯牧草地扎营。他们在霍华德向东15英里处。这片牧草地被斯普林溪（Spring Creek）和卡默斯溪所平分。内兹珀斯人给他们营地的名字是“Kamisnim Takin”，意为“北美百合牧草地”，按英语音译便是“卡默斯牧草地”（Camas Meadows）。霍华德在8月19日向卡默斯牧草地行军。内兹珀斯人在当天早先时候便已离开。他们继续向东。霍华德当晚在那里设立了营地。他将这个营地称为“卡勒韦营地”，并付出“巨大的辛苦”，来“让营地每个方向都被警戒哨覆盖”。

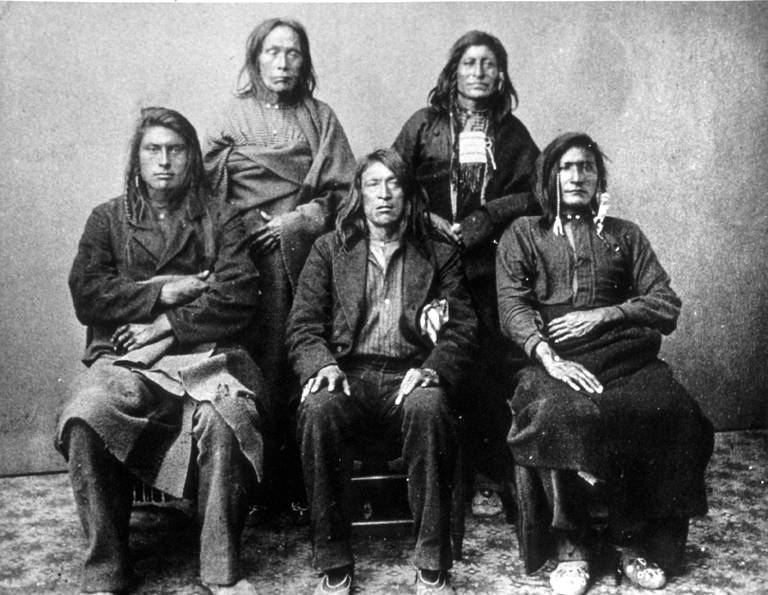
在他们漫长的且战且退的行程中，这些内兹珀斯勇士们承受着旅途的乏味和疲惫。

## 突袭
霍华德采取了极佳的预防措施来保护卡勒韦营地。他的保护措施被内兹珀斯侦察兵观察到了。在回到他们自己的营地之后，他们便立刻向酋长们报告了他们所见到的。酋长们决定实施一场突袭，目标是让霍华德的骑兵变成步兵。突袭者的人数是有争议的，然而至少有28人，并且也许还有多得多的人。酋长们并没有预见到会发生一场战役。黄狼如此描述这个群体的这一活动：
|  | 我们缓慢移动。没有大声交谈，没有抽烟。对手绝不能被看见。我们以很好的距离而去，之后分为了两队——溪流的每一边都有一队……在到达士兵营地之前，所有人都停下来了，然后首领们进行了商讨。如何进行攻击呢？年长者们做了这计划。一些人想要下马步行进入营地。玻璃镜酋长和其他人认为马匹一定不能被不管不顾。最后计划被选好——骑马而去。约瑟夫（山雷）酋长没有一起去。 |

大约在凌晨4点，一些内兹珀斯人下马，并在那些被拴在尖桩上的马匹之中蹑手蹑脚地行走，以割掉它们的绳子，松开它们。之后两件事情同时发生了。就在骑马的小分遣队靠近了士兵的营地之时，一名哨兵叫道：“谁在那儿走？”与此同一时刻，一名叫作“向外而去”（Otskai "Going Out"）的步行侦察兵意外地朝营地中央开了枪。如此，警报从两个地方响起，许多马还没从它们的一排排尖木桩那里被松掉。不过，有两百头骡子被放掉了，而印第安人们专心于让它们往北边惊逃。这使得这些突袭者能控制这些被松掉的牲畜。尽管到处是吼声，然而一些人认为他们听到了“玻璃镜的巨大嗓音”在低沉地发出命令。子弹四处飞散，其中一些打在了货车上，但是只有一名士兵被击中，而他的伤很轻微。黑暗、喧闹，以及惊讶，使得混乱状况加剧，但是骑兵官兵们很快便穿衣上马。
霍华德将军命令组织一支强大队伍来追击这些突袭者并重新找到那些牲畜们。几分钟内，三个骑兵连集合完毕。到了黎明时，将近150名骑兵向北疾驰去追击突袭者们，而突袭者们已经领先了几英里了。除了骡子外，还有20匹属于弗吉尼亚城志愿兵的马也不见了。据报道，为了补偿这些志愿兵们损失的坐骑，政府给了他们每人150美元。
一名报社通讯员如此描述了这场突袭：
|  | 哦，我就是这些志愿者中的一员。我们徒步地走啊走，径直往家的方向行进， 因为约瑟夫（山雷酋长）在卡勒韦营地战斗中让那些小子们只能步行了。 |

## 卡默斯牧草地战斗
在桑福德（Sanford）少校的指挥下，卡尔（Carr）上尉、杰克逊（Jackson）上尉及诺伍德上尉的各个骑兵连，总计约150人，在黎明动身去追击内兹珀斯人与追踪被偷走的骡子。内兹珀斯人的后卫队察觉到了他们并在卡勒韦营地以北八英里处设置了一场伏击。一些勇士继续将骡子们往营地赶，而其他人展开在黑色熔岩和断裂岩层的小丘之中。山杨树和灌木蒿星罗棋布在这些小丘上。一些内兹珀斯人展开在一条细细的散兵线之中。这条线位于一片长满草的牧草地之上。牧草地大约有半英里宽。牧草地的边界是一条熔岩山脊的对面的一侧。这条山脊有18英尺高，500到600英尺长。桑福德和他的三个连占据了山脊后面的据点，并下马对内兹珀斯人进行长距离的还击。
两条线之间的距离太大了，以至于不能进行有效射击，但是当有一枪击中了本森（Benson）中尉的髋部，士兵们发现，这些牧草地上的印第安人充当的是诱饵，而其他的印第安人已正在缓慢地向他们的两翼前进，来对他们的部队进行纵射。因此，桑福德命令号兵吹撤退号。这些撤退的骑兵们的马匹已经被交给了后方部队。他们的撤退是一场激动与混乱。不过，伦道夫·诺伍德上尉和50名士兵谢绝了立刻遵从撤退的命令，而是缓慢地原路返回到了一个牢固的阵地。在那里，内兹珀斯人包围了他们，他们被迫停了下来，建立防御局点，奋战到底。另外两个连已经丢弃了他们。在接下来的两到四小时内，双方互相狙击。
与此同时，霍华德收到了传令兵的消息，知道了骑兵连们正陷入了困境，于是他带着增援队从卡勒韦营地向前出击。他找到了那两支撤退中的骑兵连。桑福德少校宣称不知道诺伍德上尉的位置，也不知道他的结局。霍华德向前推进，并在下午过了一半之时偶然遇到了正蹲伏在他们的熔岩做的步兵射击掩体里的诺伍德和他的士兵们。士兵们的掩体沿着一系列的山脊的顶部和边缘分部。掩体间的间隔距离有几杆远，而这些山脊围成了一个保护区，保护住了他们的马匹。印第安人们逐渐消失。战斗结束。
诺伍德一名士兵死亡，两人受了致命伤，还有六到九人受伤。黄狼声称：“没有印第安人受重伤，只有一两人被子弹擦伤。”“眼前梳发”（Wottolen "Hair Combed Over Eyes"）侧面受伤，鸟落（Peo Peo Tholekt "Bird Alighting"）的头被擦伤。

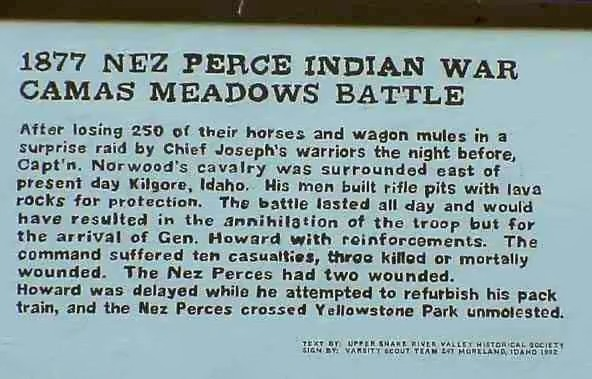
战场遗址的牌匾

## 战后
令内兹珀斯人失望的是，他们突袭的战掠物主要是骡子，而没有令霍华德的机动性被损坏。在几次战役中，霍华德都没能成功击败内兹珀斯人，而现在，在这一战之后，他也没能成功地追击到他们。一名新闻记者认为这是最好的了：“我不客气地认为，约瑟夫（山雷）能够将我们的骑兵彻底玩儿完，并且我不能因为没给霍华德将军战斗而责备他。”
在战斗过后的当晚，马库斯·米勒（Marcus Miller）上尉率领的280名步兵前来增援了霍华德。两天后，8月22日，50名班诺克人在牛角的领导下，骑马进入了营地。他们是一群“光彩夺目的勇士。染了头发……被雪橇铃和羽毛……装饰着……他们穿着鹿皮，裹着色彩明亮的毯子。他们被承诺能得到他们能捕获到的所有内兹珀斯人的马匹。”才能非凡的白人侦察兵斯坦顿·G·费希尔（Stanton G. Fisher）和班诺克人一起在前面探索。霍华德缓慢地跟随着。他跟得如此之慢，以至于牛角和许多班诺克人带着厌恶之情离开了军队，回家去了。而费希尔评论道：“山姆大叔的男孩儿们在这活儿上太慢了。”
在了解到内兹珀斯人已经穿越进入了黄石国家公园的荒野之后，霍华德叫军队停止了追逐并在亨利斯湖休息数日。霍华德的部队很疲惫。他们已经行军了26天，平均一天20英里。内兹珀斯人，虽然有着伤员、妇女、儿童，及年长者们的负担，但是已经越走越快，越走越远。不过，用一名新闻记者的话来说，他们有“从拓荒者那里偷走精力充沛的马匹的才能”。
与此同时，霍华德的上司菲利普·谢里丹将军正在集合人数过千的老练士兵和来自众多部落的印第安人侦察兵们，以在内兹珀斯人出现在黄石之时，击败他们。